# Boogie Nights
Boogie Nights ist ein US-amerikanisches Filmdrama von Paul Thomas Anderson aus dem Jahre 1997. Der Film ist eine Adaption von Andersons eigenem Kurzfilm The Dirk Diggler Story aus dem Jahre 1988. Er porträtiert Aufstieg und Fall eines Pornodarstellers während des Golden Age of Porn im kalifornischen San Fernando Valley Ende der 1970er, Anfang der 1980er Jahre aus Sicht des jungen Pornostars Dirk Diggler, gespielt von Mark Wahlberg, der zum Superstar in der Porno-Szene aufsteigt, jedoch letztlich scheitert. Tragende Rollen sind mit Burt Reynolds und Julianne Moore besetzt.
Boogie Nights markierte den künstlerischen Durchbruch für Regisseur und Drehbuchautor Paul Thomas Anderson sowie für Hauptdarsteller Mark Wahlberg, der bis dato vornehmlich als Model und Sänger Erfolge feiern konnte. Burt Reynolds wurde für seine Rolle als Pornoproduzent Jack Horner bei den Golden Globe Awards 1998 als bester Nebendarsteller ausgezeichnet. Paul Thomas Anderson war auf der Oscarverleihung 1998 in der Kategorie „Bestes Originaldrehbuch“ nominiert, Burt Reynolds sowie Julianne Moore in der Kategorie „Beste(r) Nebendarsteller(in)“.

## Handlung
1977: Der junge Eddie Adams hat vor Kurzem die Highschool abgebrochen. Er jobbt in einem Nachtclub, wo er den Porno-Produzenten Jack Horner sowie die Pornodarstellerin „Rollergirl“ kennenlernt. Nach einem Streit mit seiner Mutter zieht Eddie in Jack Horners Villa im San Fernando Valley ein. Eddie nennt sich „Dirk Diggler“ und wird aufgrund seines guten Aussehens, seiner jugendlichen Ausstrahlung und seines großen Penis schnell zum Star der Branche. So kommt er zu einem neuen Haus und einer Corvette C3. Mit seinem Freund und Kollegen Reed Rothchild spielt er in Pornofilmen mit Actionelementen.
Auf einer Silvesterparty in Horners Villa im Jahr 1980 überrascht der Regieassistent „Little“ Bill Thompson seine Frau beim Sex mit einem anderen Mann. Er erschießt beide und anschließend sich selbst. Währenddessen nimmt Dirk auf dieser Silvesterparty das erste Mal Kokain zu sich und wird abhängig, was bei ihm zunehmend Erektionsstörungen verursacht. Er ärgert sich über den von Jack neu aufgebauten Hauptdarsteller Johnny Doe.
1983 wird Dirk nach einem Streit mit Jack gefeuert. Der Versuch einer Musikkarriere mit Reed scheitert, denn aufgrund ihres Drogenkonsums können sie die Demobänder des Aufnahmestudios nicht bezahlen. Jack lehnt ein Angebot des Pornokino-Magnaten Floyd Gondolli ab, der die Kosten durch Direct-to-Video-Produktionen senken will. Jack ist jedoch überzeugt, dass dies die Qualität seiner Filme beeinträchtigen würde. Nachdem sein Freund und Finanzier Colonel James wegen Besitzes von Kinderpornografie inhaftiert wurde, arbeitet Jack dennoch mit Gondolli zusammen und ist enttäuscht über die geplanten Projekte. Bei einem dieser Projekte fahren Jack und Rollergirl in einer Stretch-Limousine und Rollergirl wird beim Sex mit zufällig aufgegabelten Fußgängern gefilmt. Einer davon wird brutal zusammengeschlagen, nachdem er Rollergirl als ehemalige Mitschülerin erkennt und beleidigt.
Die Pornodarstellerin Amber Waves befindet sich in einem Sorgerechtsstreit mit ihrem Ex-Ehemann. Das Gericht stellt fest, dass sie aufgrund ihrer Tätigkeiten in der Porno-Branche, ihrer Vorstrafen und ihrer Kokainsucht als Mutter eine Gefährdung für das Kindeswohl darstellt. Der dunkelhäutige Buck Swope heiratet die von ihm schwangere weiße Darstellerin Jessie St. Vincent. Wegen seiner Pornovergangenheit bekommt er keinen Bankkredit für die Eröffnung eines Geschäfts für Stereoanlagen. Als er Zeuge eines Raubüberfalls wird, bei dem ein Angestellter, der Räuber sowie ein Kunde getötet werden, flieht Buck mit der Beute des Räubers.
Aus Geldnot versucht Dirk es mit Prostitution, wird aber gewaltsam ausgeraubt. Dirk, Reed und Todd Parker verkaufen dem Drogendealer Rahad Jackson ein halbes Kilo Backpulver als Kokain.  Als Rahads Bodyguard die Ware untersucht, wollen Dirk und Reed fliehen, doch Todd will Rahads Drogen und Geld. Er erschießt den Bodyguard und wird selbst von Rahad getötet. Dirk und Reed entkommen. Dirk versöhnt sich mit Jack.
Im Jahr 1984 wird Bucks und Jessies Sohn geboren. Amber wird Regisseurin und dreht den Fernsehwerbespot für Bucks Ladeneröffnung. Reed arbeitet als Zauberer in einem Stripclub. Colonel James verbleibt im Gefängnis. Maurice eröffnet einen Nachtclub und Rollergirl versucht den Highschool-Abschluss nachzuholen. In der letzten Szene bereiten sich Dirk und Amber darauf vor, einen Pornofilm zu drehen.

## Bemerkungen
Der Film behandelt die amerikanische Pornoindustrie in den späten 1970er und frühen 1980er Jahren mit einer umfangreichen Filmmusik und detailgetreuen Requisiten.
Die Figur des Dirk Diggler spielt auf den realen Porno-Darsteller John Holmes an, der als „der Mann mit dem größten Schwanz der Welt“ galt und später an AIDS starb.
Die Endszene mit dem Monolog vor dem Spiegel ist eine Anspielung auf den Scorsese-Film Wie ein wilder Stier.

## Veröffentlichung
Der Film feierte am 11. September 1997 Premiere beim Toronto International Film Festival und kam am 10. Oktober desselben Jahres in die US-amerikanischen Kinos. Der deutsche Kinostart erfolgte am 4. Juni 1998.

## Kritik
Die englischsprachigen Medien bedachten den Film mit guten bis sehr guten Kritiken. Bei Rotten Tomatoes führt dies zu einer Positivquote von 94 Prozent, basierend auf der Auswertung von 77 zeitgenössischen und aktuelleren Kritiken.

„Stilistisch versetzt sich der Film geschickt in die filmischen Moden jener Zeit und entwirft das schillernde Bild einer Epoche, die ein Leben in Libertinage außerhalb bürgerlicher Schranken propagierte. Ein in seiner Thematik und seiner Einlassung darauf gewiß kein unumstrittener, auf menschlicher Ebene aber durchaus bewegender Film, der bemüht ist, das Porno-Gewerbe weder zu diskreditieren noch zu verteidigen, sondern seine Macher mit ihren Lebensträumen nicht zuletzt als Symptome ihrer Zeit versteht.“

„In einem zweieinhalbstündigen Parforce-Ritt über Aufstieg und Fall eines Pornostars streift Anderson in einer Parabel auf die Filmindustrie und das Leben in Amerika durch die späten 70er und 80er Jahre und läßt überbordenden Witz und ‚Lust for life‘ auf eine Welle voller Gewalt und Destruktivität prallen.“

„Paul Thomas Anderson drehte einen ungewöhnlichen Streifen jenseits der Hollywood-üblichen Klischees. Leider hat der Film aber auch viele Längen. Obwohl diese das Vergnügen schmälern, handelt es sich immer noch um ein gekonntes Zeit-Porträt. Burt Reynolds – er ist hier so gut wie selten – und Julianne Moore waren als Nebendarsteller für den Oscar nominiert. Schade, dass die Sexszenen recht müde wirken und das, obwohl Pornodarstellerinnen wie Nina Hartley mitspielen.“

„Boogie Nights ist ein drastischer, temporeicher und visuell komplett überzeugender Film der Vergleiche mit Filmen von Robert Altman oder Martin Scorsese nicht scheuen muss. Er verurteilt und beschönigt die Pornobranche in keinster Weise, sondern zeigt auf, welche Motive und Hoffnungen mit dem Golden Age Of Porn verbunden waren und wohin das alles führte.“

## Auszeichnungen
Der Film wurde 1998 für drei Oscars nominiert. Für seine Rolle als Porno-Regisseur wurde Burt Reynolds als „Bester Nebendarsteller“ nominiert, und auch Julianne Moore erhielt eine Nominierung als „Beste Nebendarstellerin“ für ihre Verkörperung der Amber Waves. Ebenfalls Oscar-nominiert: das Drehbuch von Paul Thomas Anderson. Alle drei Nominierten gingen jedoch leer aus.
Hingegen wurde Burt Reynolds mit einem Golden Globe als „Bester Nebendarsteller“ ausgezeichnet, und Julianne Moore erhielt eine Nominierung für den Golden Globe als „Beste Nebendarstellerin“.

## Synchronisation
Die deutsche Synchronisation übernahm die Neue Tonfilm München.
| Darsteller             | Deutscher Sprecher | Rollenname               |
| ---------------------- | ------------------ | ------------------------ |
| Mark Wahlberg          | Oliver Mink        | Eddie Adams/Dirk Diggler |
| Burt Reynolds          | Norbert Langer     | Jack Horner              |
| Julianne Moore         | Katharina Lopinski | Maggie/Amber Waves       |
| William H. Macy        | Ulrich Frank       | Little Bill              |
| Heather Graham         | Solveig Duda       | Rollergirl/Brandy        |
| Thomas Jane            | Marcus Off         | Todd Parker              |
| Don Cheadle            | Oliver Stritzel    | Buck Swope               |
| Philip Seymour Hoffman | Kai Taschner       | Scotty J.                |
| John C. Reilly         | Ekkehardt Belle    | Reed Rothchild           |
| Luis Guzmán            | Gudo Hoegel        | Maurice TT Rodriguez     |
| Philip Baker Hall      | Norbert Gastell    | Floyd Gondolli           |
| Robert Ridgely         | Hartmut Reck       | Colonel James            |
| Nina Hartley           | Michèle Tichawsky  | Little Bills Frau        |
| Alfred Molina          | Wolfgang Müller    | Rahad Jackson            |
| Michael Jace           | Manfred Trilling   | Jerome                   |

## Hintergrund
In der Szene, in der Pornostar Dirk Diggler mit seinen beiden Freunden die Villa eines reichen Kunden aufsucht, um ihn bei einem Kokain-Deal mit einem Päckchen Backpulver reinzulegen, spielt der drogensüchtige Bewohner, als er die Unterhaltung unterbricht, Luftschlagzeug zu dem Song Sister Christian der Rockband Night Ranger, der sich auf dem Album Midnight Madness von 1983 befindet. Anschließend laufen auf der Musikanlage des Drogenkunden per Kassette die ersten Takte des Lieds 99 Luftballons der deutschen Popsängerin Nena.